# Rahman Sidek
Abdul Rahman Sidek (* 20. September 1965 in Banting, Selangor) ist ein ehemaliger malaysischer Badmintonspieler. Er ist einer von sechs Sidek-Brüdern. Seine Geschwister Jalani und Razif gewannen 1992 Bronze im Doppel bei Olympia, der zweitjüngste Bruder Rashid gewann u. a. Commonwealth Games. Der jüngste Bruder Shahrizan, 1987 geboren, startete ebenfalls eine Badmintonkarriere. Rahman Sidek konnte sich dagegen international nur selten in vorderster Reihe in Szene setzen. Berühmtheit erlangten die Sideks durch einen von ihnen kreierten, extrem angeschnitten Aufschlag, der später von der IBF verboten wurde. Abdul Rahman selbst verzeichnet als größten Erfolg den Sieg bei den German Open 1990 im Herrendoppel mit Ong Ewe Chye. Bei der Weltmeisterschaft 1989 schied er mit Soo Beng Kiang gleich in der ersten Runde gegen die späteren Weltmeister Li Yongbo und Tian Bingyi aus. Beim Thomas Cup 1992 wurde er Weltmeister mit dem malaysischen Team, im Endspiel jedoch nicht eingesetzt. Nach seiner aktiven Laufbahn begann er eine Trainerkarriere.

## Sportliche Erfolge
| Platz             | Disziplin | Datum | Veranstaltung     |
| ----------------- | --------- | ----- | ----------------- |
| Thomas Cup        |           |       |                   |
| 1                 | Team      | 1989  | Südostasienspiele |
| 1                 | Team      | 1992  | Thomas Cup 1992   |
| 2                 | Team      | 1990  | Thomas Cup 1990   |
| Einzeldisziplinen |           |       |                   |
| 1                 | Doppel    | 1990  | German Open       |
| 1                 | Doppel    | 1990  | Canada Open       |
| 1                 | Doppel    | 1990  | Perak Open        |
| 2                 | Doppel    | 1988  | Swiss Open        |
| 2                 | Doppel    | 1988  | Kedah Open        |
| 2                 | Doppel    | 1989  | Pahang Open       |
| 3                 | Doppel    | 1989  | Südostasienspiele |